# Anne Pingeot
Anne Pingeot (nacida el 13 de mayo de 1943 en Clermont-Ferrand, Puy-de-Dôme) es una historiadora del arte francesa especializada en escultura francesa del siglo XIX y autora de varios libros y catálogos.  Fue curadora del departamento de escultura del Louvre y del Museo de Orsay .
Durante más de 30 años, fue la amante de François Mitterrand, ex presidente de la República Francesa.  Juntos tuvieron una hija, Mazarine Pingeot .   